# 云南两头蛇
云南两头蛇（学名：Calamaria yunnanensis）为游蛇科两头蛇属的爬行动物，是中国的特有物种。分布于云南等地，多生活于丘陵地带。该物种的模式产地在云南景东。其种加词 yunnanensis 意为“云南的”。

## 保护
本种于2023年被收录入《有重要生态、科学、社会价值的陆生野生动物名录》。